# Calao largup
Anorrhinus galeritus
Espèce
Statut de conservation UICN

 NT  : Quasi menacé
Statut CITES
Le Calao largup (Anorrhinus galeritus) est une espèce d'oiseau asiatique appartenant à la famille des Bucerotidae.

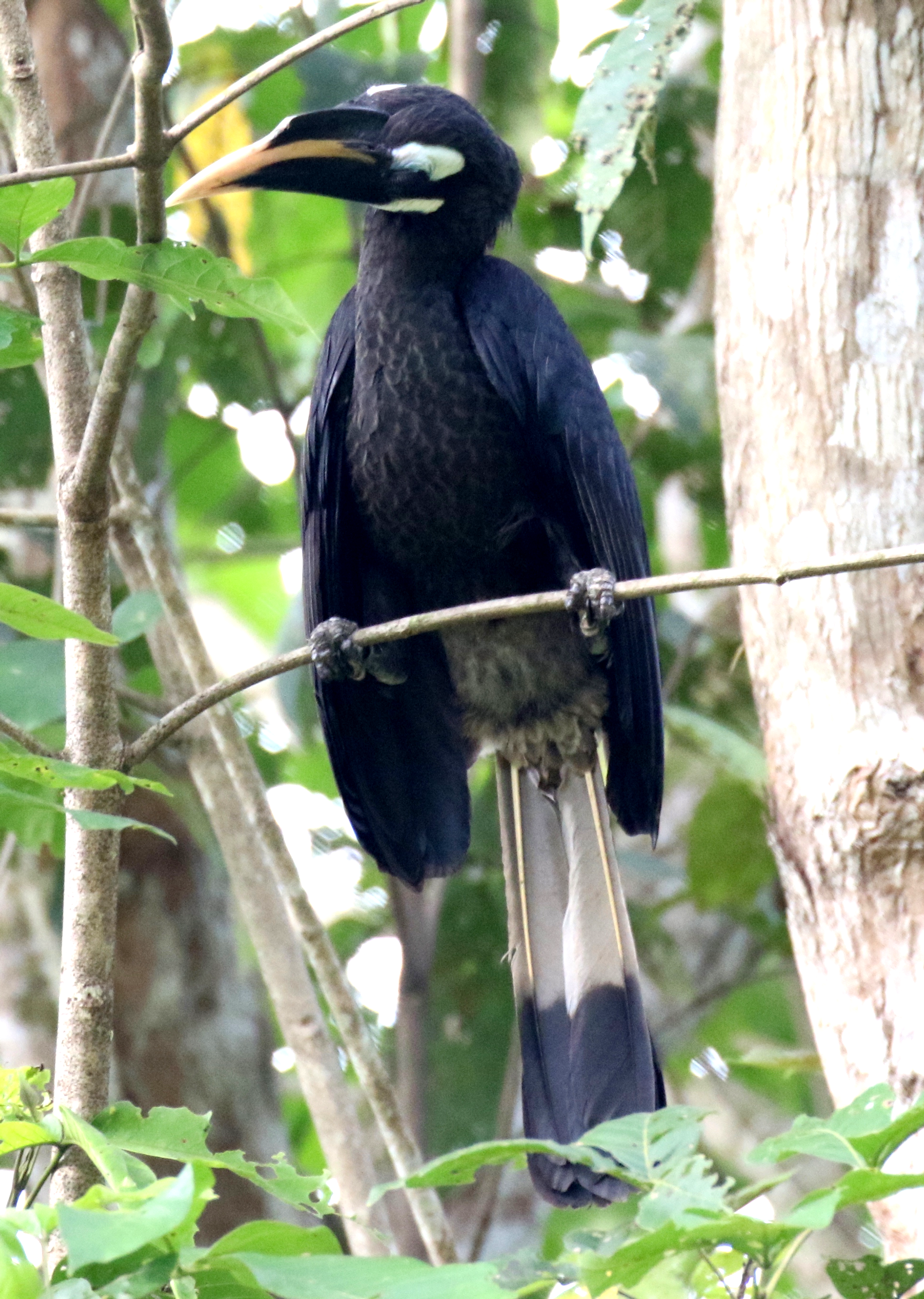
Calao largup, île de Bornéo, Sabah, Malaisie